# سام كولينز
سام كولينز (5 يونيو 1977 في المملكة المتحدة - ) (بالإنجليزية: Sam Collins)‏ هو مدرب كرة قدم ولاعب كرة قدم بريطاني في مركز قلب الدفاع. لعب مع بورت فايل وسويندون تاون ونادي بوري ونادي هارتلبول يونايتد وهال سيتي وهدرسفيلد تاون.

## وصلات خارجية
- سام كولينز على موقع قاعدة بيانات كرة القدم.إي يو (الإنجليزية)
- سام كولينز على موقع Soccerbase.com (لاعب) (الإنجليزية)
- سام كولينز على موقع Soccerbase.com (مدرب) (الإنجليزية)
- سام كولينز على موقع عالم كرة القدم.نت (الإنجليزية)